# Yuanshen Sports Centre Stadium
Yuanshen Sports Centre Stadium (chiń. 源深体育中心; pinyin Yuánshēn Tǐyù Zhōngxīn) – wieloużytkowy stadion, położony w chińskim mieście Szanghaj. Może pomieścić 20 000 widzów. Stadion był główną areną Igrzysk Azji Wschodniej 1993. W 2007 roku, w trakcie przebudowy Hongkou Stadium na obiekcie rozgrywała swoje spotkania drużyna Shanghai Shenhua.